# 디다조온
디다조온(모식종: Didazoon haoae)은 중국의 청장시에서 발견된 고충동물이다.
디다조온의 몸은 얇고 유연한 표피로 덮여져 있었다. 몸의 앞부분은 6마디로 나누어져 있고, 뒷부분은 7마디로 나누어져 있다.